# Дейви, Томас
Томас Дейви (англ. Thomas Davey; 1758, Тивертон, Девон, Англия — 2 мая 1823, Лондон, Англия) — британский морской офицер и колониальный администратор в Австралии, 2-й лейтенант-губернатор Земли Ван-Димена (1813—1817), нынешней Тасмании.

## Биография
Томас Дейви родился в 1758 году в Тивертоне (графство Девон, Англия) в семье Джона Дейви (John Davey) и его жены Темперенс Уайнс (Temperance Wynes). В 1778 году он начал свою службу в британском Военно-морском флоте в качестве второго лейтенанта, а затем последовательно получал звания первого лейтенанта (1780), капитана (1795) и майора (1809).
В марте 1812 года Томас Дейви получил назначение следовать на Землю Ван-Димена (нынешнюю Тасманию), чтобы занять должность лейтенант-губернатора, которая была вакантной со времени смерти Дэвида Коллинза в марте 1810 года (хотя назначались отдельные администраторы южной и северной частей острова). Дэйви (вместе со своей женой и дочерью) отбыл из Англии в июне и прибыл в Сидней в октябре 1812 года. Правда, его багаж, следовавший на другом судне, был захвачен американским приватиром.
В результате он задержался в Сиднее на несколько месяцев и отправился в Хобарт только в феврале 1813 года. По прибытии в Хобарт он вступил в должность лейтенант-губернатора Земли Ван-Димена.
С самого начала ему пришлось бороться с бушрейнджерами, которые нападали на поселенцев и тасманийских аборигенов. Дэйви просил помощи у губернатора Нового Южного Уэльса Лаклана Маккуори (у которого он находился в починении), но не дождавшись её, в апреле 1815 года объявил на острове военное положение (которое вскоре было отменено Маккуори). Дэйви также издавал указы о защите аборигенов, которые, правда, далеко не всегда выполнялись.
В апреле 1817 года в Хобарт прибыл новый лейтенант-губернатор Уильям Сорелл, сменивший Дейви на этом посту. Тем временем Дейви продолжал требовать компенсацию за его багаж, пропавший в 1812 году. Через некоторое время возвратился в Англию, но, так и не дождавшись компенсации, скончался в Лондоне 2 мая 1823 года.

## Память
- В честь Томаса Дейви назван залив Порт-Дейви[англ.] на юго-западном побережье Тасмании. Одна из рек, впадающих в этот залив, также называется Дейви[англ.][5].
- В честь него также названа улица в Хобарте — Дейви-стрит (Davey Street)[4].